# Pisonia brunoniana
Espèce
Classification APG III (2009)
Pisonia brunoniana est une espèce du genre Pisonia, famille des Nyctaginaceae.

## Description
Pisonia brunoniana est un petit arbre qui atteint 6 mètres de haut ou plus. Le bois est tendre et les branches cassantes.
Les feuilles de 10 à 50 centimètres  sont opposées ou glacées, glabres et brillantes, entières avec des marges lisses et obtuses à arrondies à l'apex. L'inflorescence est paniculée, à nombreuses fleurs et les fleurs sont unisexuées, de couleur blanche ou verte,.
Les fruits très collants, dans lesquels les petits oiseaux sont souvent piégés, sont étroitement ellipsoïdaux et mesurent 2 à 3 cm de longueur.

## Répartition
Pisonia brunoniana se trouve en Nouvelle-Zélande, dans l'île Norfolk, l'île Lord Howe et à Hawaï.
Nouvelle-Zélande
En Nouvelle-Zélande, Pisonia brunoniana pousse dans les forêts côtières de l'île Raoul, des îles des Trois Rois et de l'île du Nord, à divers endroits, de Whangape Harbour à Mangawhai. Elle pousse aussi près d'Auckland, dans la péninsule de Coromandel et le Cap Est. On la trouve maintenant principalement sur les îles loin des côtes, en particulier les îles exemptes de rongeurs, où elle forme souvent une composante importante du sous-étage des forêts mixtes à feuilles larges.
La plante est presque éteinte dans l'île du Nord, en partie à cause de la consommation avide des feuilles de P. brunoniana par les animaux qui broutent comme les opossums, les chèvres et les bovins sauvages. Cependant la principale menace pour les populations accessibles est l'abattage des arbres par des personnes qui essaient d'empêcher les petits oiseaux chanteurs d'être piégés par les graines collantes.
Hawaï
À Hawaï, P. brunoniana est plus commune dans les habitats secs à mésiques. Bien qu'abondante à certains endroits, comme Kīpuka Puaulu, sa répartition est relativement restreinte par rapport aux espèces apparentées Pisonia sandwicensis et Pisonia umbellifera.

## Utilisation
La plante est assez courante en culture comme arbre décoratif en Nouvelle-Zélande, en particulier dans l'île du Nord. Deux cultivars panachés sont vendus comme P. brunoniana dans les pépinières néo-zélandaises, mais l'un d'entre eux, dont les feuilles sont largement marbrées de blanc, peut être P. umbellifera, une espèce similaire présente dans le bassin Indo-Pacifique.
À Hawaï, les fruits collants servent à piéger les oiseaux afin de collecter des plumes pour les capes et autres objets.

## Source de la traduction
- (de) Cet article est partiellement ou en totalité issu de l’article de Wikipédia en allemand intitulé « Pisonia brunoniana » (voir la liste des auteurs).